# Hans Keiter
Hans Keiter   (Mülheim del Ruhr, 22 de març de 1910 - Solingen, 8 de setembre de 2005) fou un jugador d'handbol alemany que va competir durant la dècada de 1930.
El 1936 va prendre part en els Jocs Olímpics de Berlín, on guanyà la medalla d'or en la competició d'handbol. El febrer de 1938 fou membre de l'equip alemany que guanyà el primer campionat del món d'handbol. El juliol d'aquell mateix any també guanyà el primer campionat del món d'hanbdol a onze.
En finalitzar la Segona Guerra Mundial exercí d'entrenador d'handbol i guanyà la lliga alemanya d'handbol a 11 de 1966 i 1968 amb el TV Krefeld-Oppum.